# Унісекс
Стиль «унісекс» (англ. unisex; також «юнісекс») з'явився в результаті зміни ролей чоловіків та жінок в суспільстві. Він визначає зовнішній вигляд людини, включаючи одяг (штани, джинси, шорти), взуття (уггі, кросівки, кеди, мокасини), зачіску, макіяж і парфум. Головна риса всіх речей цього стилю — це повна відсутність ознак, що вказують на стать людини, яка їх носить.
Через анатомічні відмінності між чоловіком і жінкою, все ж, щільно прилеглий одяг (труси, рукавички, джинси, штани, сорочки, піджаки), як правило, маює різний розкрій (співвідношення частин) для «чоловічого» і «жіночого» варіантів, попри зовнішню схожість. Однак верхній (куртки, шапки), просторий (шорти, халати, спецівки) і обтягуючий (футболки, водолазки) той же самий одяг часто може бути використаний як чоловіками, так і жінками.
Унісекс буває: класичний, вуличний, протестний, глобалістський, мілітарі. Перший масовий «безстатевий» одяг — джинси.

## Виникнення і розвиток
Стиль унісекс став розвиватися на заході в 1960-ті роки, коли джинси перестали бути одягом робітників, ковбоїв і непокірної молоді. Тренд дуже швидко увійшов в моду під заголовком «для нього і для неї».

## Одяг унісекс
До класичного унісекс-одягу належать:
- Джинси;
- Окуляри;
- Штани;
- Труси;
- Пуловер;
- Сорочка;
- Водолазка;
- Джемпер;
- Куртка і джинсовка.

Більш того, багато речей в стилі мілітарі і сафарі можна віднести до унісекс-одягу.

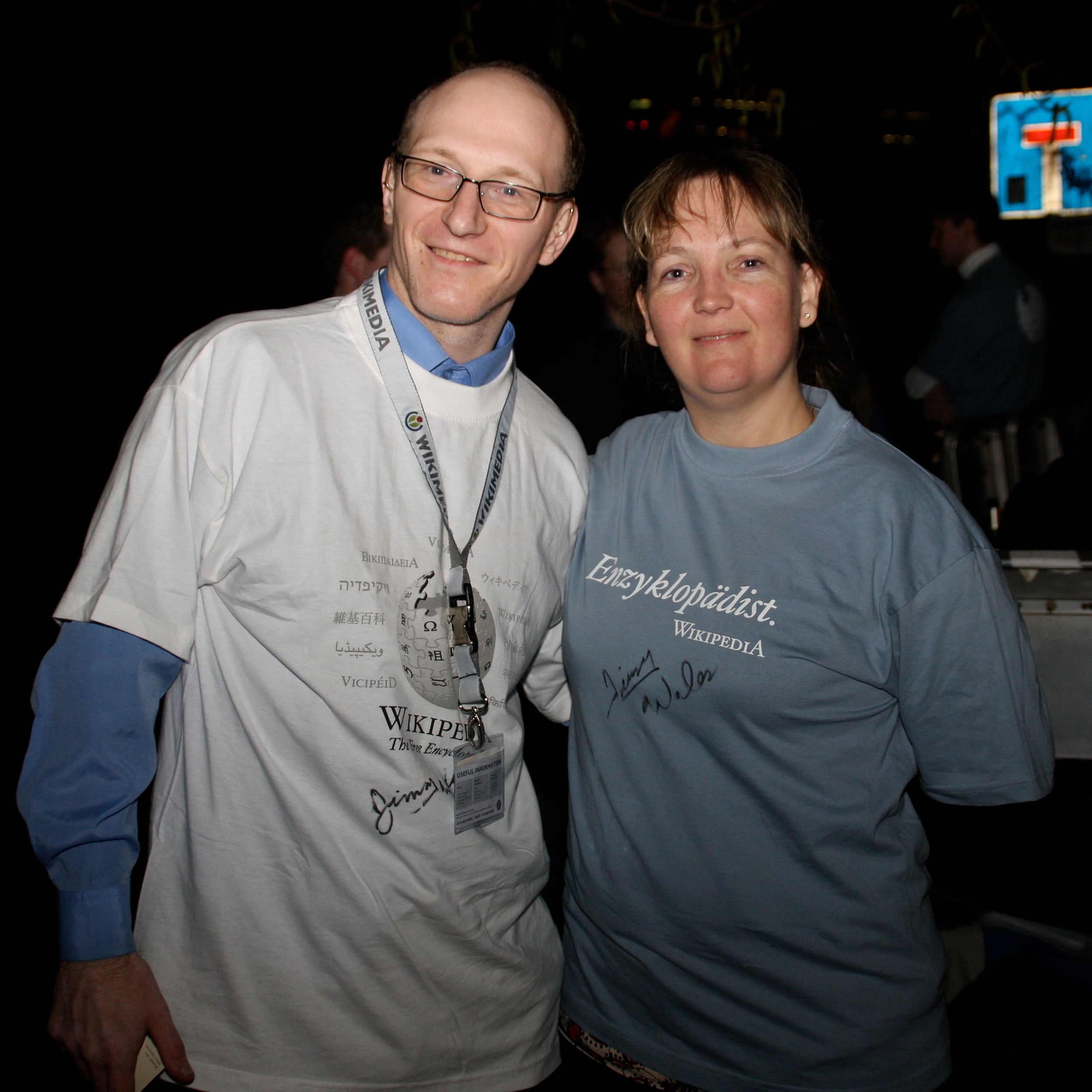
Футболки
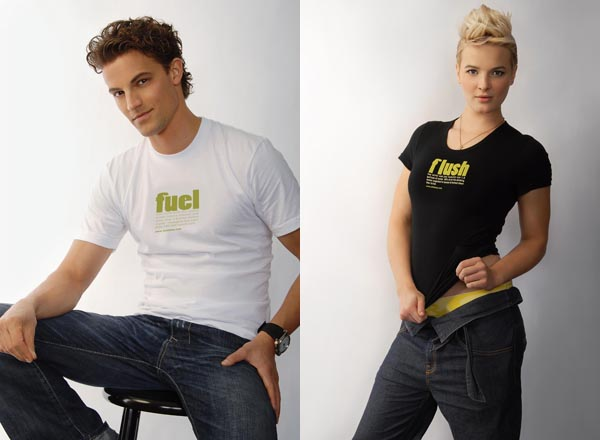
і джинси